# Chantal Balet
Chantal Balet, née le 7 juin 1952 à Grimisuat (originaire du même lieu et de Lens), dans le canton du Valais, est une avocate et personnalité politique suisse du canton du Valais, membre du parti libéral.

## Biographie
Chantal Balet-Emery naît Chantal Balet le 7 juin 1952 à Grimisuat, dans le district de Sion (canton du Valais). Originaire de son lieu de naissance et de Lens, dans le district de Sierre, elle est la benjamine d'une famille de quatre enfants. Son père, Raymond Balet, œnologue, est directeur de la maison de vin Gilliard et membre du Parti démocrate-chrétien (PDC),. Sa mère, qui s'occupe du foyer, venait également de Grimisuat, d'une famille PDC (son père est même président du conseil municipal de Grimisuat). La famille vit à Sion pendant ses dix premières années de sa vie, puis déménage à Grimisuat.
Après des études de droit à l'Université de Lausanne, elle obtient en 1978 un brevet d'avocat-notaire en Valais. Au terme de ses études, elle travaille un an comme juriste au sein de l'administration fédérale à Berne. Première femme nommée greffière au Tribunal cantonal du canton du Valais en 1980, elle crée sa propre étude à Martigny avec un confrère en 1984. Elle est également la première femme à occuper un poste de juge suppléant au Tribunal cantonal de 1993 à 1994,,.
En 1994, à l'âge de 42 ans, elle part s'installer à Genève, où elle succède au 1er décembre à Martine Brunschwig Graf, rencontrée à Berne et qui la recommande, en tant que responsable pour la Suisse romande de la Société pour le développement de l'économie suisse (future Économiesuisse),,. Elle reste à ce poste pendant treize ans, jusqu'en avril 2008,. Elle fonde en 2007 un cabinet de conseils avec Edgar Fasel et Raymond Loretan,.
Elle est mariée depuis 1985 à Ernest Emery, propriétaire d'un magasin d'antiquités à Sion. Le couple n'a pas d'enfants et vit à Grimisuat,.

### Parcours politique
Elle est l'un des cofondateurs du Parti libéral valaisan, en 1988 à l'âge de 36 ans,, qu'elle choisit en raison de ses « idées indépendantes, parce qu'il ne se mêle pas de la conscience des gens, de leur appartenance religieuse ». Elle siège de 1989 à 1998 au Grand Conseil, où elle est le chef du groupe libéral.
Elle se dit féministe de droite, : « On peut être de droite, libérale et féministe, c'est-à-dire défendre la situation des femmes et faire avancer l'égalité. ». Elle défend notamment à cet égard le nouveau droit matrimonial et le droit à l'avortement.
Elle est candidate à la succession de Peter Bodenmann au Conseil d'État en 1999. Elle finit troisième du premier tour avec 22 % des voix, derrière le socialiste Thomas Burgener (36 %) et la PDC Viola Amherd (34,3 %) ; elle se maintient au second tour et finit également troisième.

### Autres activités
Elle est notamment membre des conseils d'administration de la Vaudoise assurances, de la Banque cantonale du Valais, de la Fondation Leenaards et de l'entreprise de construction Implenia,.
En 2012, elle est nommée présidente du Festival international de musique de Sion,.